# Chàng tỷ phú mù
Kaew Tah Pee (tiếng Thái: แก้วตาพี่; tiếng Việt: Chàng tỷ phú mù) là bộ phim truyền hình Thái Lan phát sóng vào năm 2006 với sự tham gia của Jesdaporn Pholdee và Khemapsorn Sirisukha. Phim phát sóng trên đài Channel 3 (CH3) Thái Lan.

## Nội dung
Chisanu, một chàng tỷ phú, trong một lần tai nạn xe, anh ta đã bị mù và thảm thương hơn nữa khi người bạn gái lại bỏ anh đi lấy người khác. Sau khi bị xúc phạm bởi vợ của bạn trai cũ, Lada (Cherry) đến một cây cầu và có ý định tự tử. Trước khi Lada có quyết tâm để từ bỏ mạng sống thì Nu (Tik) đã va vào Lada khiến cô rơi xuống nước. May mà Nu đã giúp Lada và sau đó cô phát hiện ra Nu bị mù. Lada đã giúp đưa Nu về nhà và hiểu lầm rằng Nu là một anh chàng tàn tật, nghèo khó nhưng vẫn vui vẻ để sống. Vì vậy, Lada quyết định quên đi quá khứ và sống tốt hơn. Thật ra Nu là một người giàu có và hoàn toàn có khả năng giúp đỡ Lada vậy nên khi bạn trai cũ và vợ anh ta tiếp tục đến quấy rầy cô thì Nu đã đề nghị cô cùng anh sang Pari. Nu phải phẫu thuật mắt và anh cần người chăm sóc. Để giải quyết nhanh gọn thủ tục xuất cảnh, Nu đề nghị Lada giả làm vợ anh...

## Diễn viên
- Jesdaporn Pholdee as Chisanu Naresuan (Nu)
- Khemapsorn Sirisukha as Nathlada (Lada)
- Sakaojai Poolsawad as Lady Lerlaksami (Lizzy)
- Penpeth Penkul as P'Tem
- Vorarit Vaijairanai as Pruk
- Primrata Dejudom as Amitada
- Jirayu La-ongmanee as Amaj
- Mayurin Pongpudpunth as
- Dang Tanya Sophon as
- Panudeth Wattanasuchart as
- Kriengkrai Oonhanun as Netiwit